# Яцек Ключковський
Яцек Ключковські (пол. Jacek Kluczkowski, 3 серпня 1953, Лодзь, Польща) — польський дипломат.

## Біографія
Народився 3 серпня 1953 року в м. Лодзь (Польща). Закінчив історичний факультет Лодзького університету, магістр історії. Знання іноземних мов: українська, російська, англійська. 
З 1979 по 1980 — журналіст редакції газети «Дзєннік Лудзкі» видавництва «Преса-Книга-Рух» в м. Лодзь.
З 1980 по 1981 — секретар Комісії з питань культури Головної Ради Соціалістичної Спілки польських студентів. 
З 1982 по 1984 — журналіст Молодіжного агентства Видавництва «Преса-Книга-Рух», тижневик «ІТД». 
З 1984 по 1988 — журналіст Молодіжного агентства Видавництва «Преса-Книга-Рух», газета «Штандар молодих».
З 1989 по 1991 — керівник Відділу економіки, заступник головного редактора газети «Глос поранни» Видавництва «Преса-Книга-Рух». 
З 1991 по 1992 — заступник головного редактора місячника «Бестселер» Інституту кінематографії в м. Лодзь.
З 1992 по 1994 — голова видавництва «Сілка» у Києві, кореспондент газети «Кур'єр Польський». 
З 1995 по 2001 — радник Президента Польщі Александра Квасьнєвського.
З 1996 по 2004 — член Консультативного Комітету Президентів Республіки Польща і України. 
З 2001 по 2003 — голова урядового фонду «Польська фундація ноу-хау».
З 2001 по 2004 — генеральний директор Кабінету Маршалка Сейму Польщі Марека Боровського (керівник апарату спікера парламенту).
З 2003 — член Ради Польсько-Українського Форуму.
З 2004 — член Ревізійної комісії Євроатлантичного товариства. 
З травня 2004 — віце-міністр в Канцелярії Голови Ради Міністрів Республіки Польща, керівник Групи радників прем'єр-міністра Польщі проф. Марека Бельки.
З листопада 2004 — керівник групи експертів і дипломатів з підготовки міжнародних переговорів під час Помаранчевої революції, учасник «круглого столу» в Маріїнському палаці у Києві.
З 7 вересня 2005 до 2010 — Надзвичайний і Повноважний Посол Республіки Польща в Україні.
З 2010 до 2015 — Надзвичайний і Повноважний Посол Республіки Польща в Казахстані.